# Кубок европейских чемпионов по волейболу среди женщин 1970/1971
11-й розыгрыш Кубка европейских чемпионов по волейболу среди женщин проходил с 20 октября 1970 по март 1971 года с участием 16 клубных команд стран-членов Европейской комиссии волейбола (ЕКВ). Победителем турнира в 7-й раз в своей истории и в 4-й раз подряд стала советская команда «Динамо» (Москва).

## Команды-участницы
| Страна       | Команда                      |                           |
| ------------ | ---------------------------- | ------------------------- |
| Австрия      | «Блау-Гельб» (Вена)          | Чемпион Австрии 1970      |
| Болгария     | «Левски-Спартак» (София)     | Чемпион Болгарии 1970     |
| Венгрия      | «Уйпешти Дожа» (Будапешт)    | Чемпион Венгрии 1970      |
| ГДР          | «Динамо» (Берлин)            | Чемпион ГДР 1970          |
| Греция       | «Панатинаикос» (Афины)       | Чемпион Греции 1970       |
| Дания        | «Орхус СВ» (Орхус)           | Чемпион Дании 1970        |
| Израиль      | «Хапоэль» (Ха-Мапил)         | Чемпион Израиля 1970      |
| Италия       | «Фини» (Модена)              | Чемпион Италии 1970       |
| Нидерланды   | «Беккервелд» (Херлен)        | Чемпион Нидерландов 1970  |
| Польша       | «Висла» (Краков)             | Чемпион Польши 1970       |
| Румыния      | «Пеничилина» (Яссы)          | Чемпион Румынии 1970      |
| СССР         | «Динамо» (Москва)            | Чемпион СССР 1970         |
| Турция       | «Коледжлилер» (Анкара)       | Чемпион Турции 1970       |
| Франция      | «АСПТТ Монпелье» (Монпелье)  | Чемпион Франции 1970      |
| ФРГ          | «Ганновер» (Ганновер)        | Чемпион ФРГ 1970          |
| Чехословакия | «Татран-Стржешовице» (Прага) | Чемпион Чехословакии 1970 |
| Швейцария    | «Уни» (Базель)               | Чемпион Швейцарии 1970    |

## Система проведения розыгрыша
На всех стадиях турнира применялась система плей-офф.

## 1-й раунд
6.11—5.12.1971
 «Фини» (Модена) —  «Хапоэль» (Ха-Мапил)
26 ноября. 3:1.
.. декабря. ?:?
 «Блау-Гельб» (Вена) —  «Панатинаикос» (Афины)
20 октября. 3:0.
 ?:?
От участия в 1-м раунде освобождены:
| «Левски-Спартак» (София) «Уйпешти Дожа» (Будапешт) «Динамо» (Берлин) «Орхус СВ» «Беккервелд» (Херлен) «Висла» (Краков) «Пеничилина» (Яссы) | «Динамо» (Москва) «Коледжлилер» (Анкара) «АСПТТ Монпелье» «Ганновер» «Татран-Стржешовице» (Прага) «Уни» (Базель) |

## 1/8-финала
1.11.1970—8.02.1971
 «Ганновер» —  «Динамо» (Москва)
8 декабря. 0:3 (2:15, 3:15, 2:15).
.. декабря. 0:3.
 «Пеничилина» (Яссы) свободна от игр.
 «Блау-Гельб» (Вена) —  «Левски-Спартак» (София)
2 февраля. 0:3 (2:15, 11:15, 11:15).
8 февраля. 0:3 (6:15, 4:15, 3:15).
 «Уйпешти Дожа» (Будапешт) —  «АСПТТ Монпелье» 
1 ноября. 3:0.
12 ноября. 3:0.
 «Коледжлилер» (Анкара) —  «Татран-Стржешовице» (Прага)
1 ноября.0:3 (3:15, 4:15, 5:15).
2 ноября. 0:3 (2:15, 5:15, 5:15). Оба матча прошли в Анкаре.
 «Уни» (Базель) —  «Динамо» (Берлин)
Отказ «Динамо».
 «Орхус СВ» —  «Висла» (Краков)
4 ноября. 0:3.
8 ноября. 0:3.
 «Беккервелд» (Херлен) —  «Фини» (Модена)
13 декабря. 3:0 (16:14, 15:10, 15:9)
20 декабря. 0:3 (12:15, 10:15, 11:15). Соотношение игровых очков по сумме двух матчей 79:78.

## Четвертьфинал
3.12.1970—19.02.1971
 «Пеничилина» (Яссы) —  «Динамо» (Москва)
10 февраля. 1:3.
14 февраля. 0:3 (4:15, 7:15, 6:15).
 «Уйпешти Дожа» (Будапешт) —  «Левски-Спартак» (София)
21 февраля. 1:3 (7:15, 17:15, 8:15, 7:15).
.. февраля. 0:3 (8:15, 5:15, 7:15).
 «Татран-Стржешовице» (Прага) —  «Уни» (Базель)
3 декабря.3:0 (15:4, 15:6, 15:4).
10 декабря. 3:0 (15:10, 15:4, 15:2).
 «Беккервелд» (Херлен) —  «Висла» (Краков)
17 февраля. 0:3 (7:15, 9:15, 15:13, 7:15).
19 февраля. 0:3 (8:15, 15:10, 13:15, 11:15). Оба матча прошли в Нидерландах.

## Полуфинал
24.02—17.03.1971
 «Левски-Спартак» (София) —  «Динамо» (Москва)
11 марта. 1:3 (15:10, 15:17, 9:15, 4:15).
17 марта. 0:3 (1:15, 6:15, 3:15).
 «Висла» (Краков) —  «Татран-Стржешовице» (Прага)
24 февраля.3:1 (15:12, 7:15, 15:12, 15:10).
1 марта. 0:3 (10:15, 7:15, 9:15).

## Финал
март 1971
 «Татран-Стржешовице» (Прага) —  «Динамо» (Москва)
0:3.
0:3.

## Итоги

### Призёры
| «Динамо» (Москва)            |
| «Татран-Стржешовице» (Прага) |